# My Babysitter's a Vampire
My Babysitter's a Vampire é um telefilme do Canadá dos gêneros aventura, humor negro e fantasia dirigido por Bruce McDonald.

## Sinopse
(contém spoilers)
Os pais de Ethan Morgan (Matthew Knight), Ross (Ari Cohen) e Samantha (Laura de Carteret), chamam uma babá para cuidar dele e de sua irmã mais nova, Jane (Ella Jonas Farlinger). O problema é que a contratada, Erica (Kate Todd), decide deixar o serviço para ir a uma festa. Sarah (Vanessa Morgan) substitui a amiga e Ethan logo desconfia de que alguma coisa está errada. Ele vê ela chorando no banheiro e percebe que ela não tem reflexo no espelho. Sarah sai da casa correndo. Ethan e seu melhor amigo, Benny Weir (Atticus Dean Mitchell), a seguem e se deparam com Sarah comendo um rato. Eles descobrem que ela é uma novata como vampira. Os três tentam salvar seus amigos, Rory (Cameron Kennedy) e Erica, que foram a uma festa de vampiros. Erica é mordida por Gord (Nathan Stephenson) e Ethan, Benny e Sarah são pegos pelos vampiros. Jesse (Joe Dinicol), o ex-namorado de Sarah sugere que Sarah e Erica mordam Benny, Rory e Ethan. Erica se torna uma vampira ao morder Rory e acaba se juntando à Jesse e aos outros vampiros, enquanto Sarah, Benny e Ethan fogem. Sarah lamenta a decisão da melhor amiga, mas não desiste dela. Com o apoio do vampiro Rory e a ajuda da Avó de Benny (Joan Gregson), que na verdade é uma sacerdotisa da Terra, Ethan, Sarah e Benny agora terão que salvar a cidade.

## Elenco
| Ator/Atriz                | Papel              |
| ------------------------- | ------------------ |
| Matthew Knight            | Ethan Morgan       |
| Vanessa Morgan            | Sarah              |
| Atticus Dean Mitchell     | Benny Weir         |
| Cameron Kennedy           | Rory               |
| Kate Todd                 | Erica              |
| Joe Dinicol               | Jesse              |
| Ella Jonas Farlinger      | Jane Morgan        |
| Ari Cohen                 | Ross Morgan        |
| Laura de Carteret         | Samantha Morgan    |
| Joan Gregson              | Vovó Weir          |
| Hrant Alianak             | Diretor Hicks      |
| Cassie Steele             | Rochelle           |
| Jamie Johnston            | James              |
| Nathan Stephenson         | Gord               |
| Rebecca Dalton            | Moça da Lanchonete |
| Laurie Ma                 | Keana              |
| Kaitlin Howell            | Sydney             |
| David Wontner             | Wes                |
| Darcy Donavan             | Vampira            |
| Luke Bilyk                | The Seeker         |
| William Christopher Ellis | Punky              |
| J.J. Gallo                | Vampiro            |
| Stephan James             | Jock               |
| Terry Jones               | Vampiro Nerfed     |
| Ray Kahnert               | Padre              |
| Brandon Ludwig            | Eletro-Vampiro     |
| Zie Souwand               | Single Tear Kid    |
| Jess Tradkowski           | Scott              |
| Adam Benish               | Lutador Colegial   |
| Ryan-James Hatanaka       | Vampiro            |

## Recepção
Por parte da recepção pública do Rotten Tomatoes, possui 75% de aprovação.

## Prêmios
- 3 nomeações para o Directors Guild of Canada[3]